# Книга рекордів України: Людина і суспільство. У світі науки і техніки
«Книга рекордів України: Людина і суспільство. У світі науки і техніки» — видання, що містить багато звичайних і незвичайних, цікавих і дивовижних фактів про все «най-най…» в Україні — її населення і людей-унікумів, імена та прізвища, наукові та технічні досягнення, архітектуру та енергетику, транспорт та зв'язок. Зі сторінок книги можна довідатися, хто є рекордсменом серед довгожителів нашої країни, про найвищу і найогряднішу людину, хто серед наших співвітчизників уперше здійснив навколосвітню подорож і найдовше пробув у космічному просторі.

## Зміст

### Людина і суспільство
- Розміри і вага
- Тривалість життя
- Резерви і можливості
- Шлюб і родина
- Материнство і діти
- Імена та прізвища
- Спілкування
- Державність
- Державні і політичні діячі
- Населення
- Праця
- Релігія
- Юриспруденція
- Військова справа
- Нагороди
- Медицина

### У світі науки та техніки
- Наука
- Наукові дослідження
- Архітектура і будівництво
- Енергетика
- Транспорт
- З історії речей
- Предметний покажчик